# Gustavo Melella
Gustavo Adrián Melella (sinh ngày 2 tháng 12 năm 1970) là một chính khách người Argentina, từng là Thị trưởng Río Grande từ năm 2011 và là Thống đốc hiện tại của tỉnh Tierra del Fuego, nhậm chức vào tháng 12 năm 2019. Ông là thống đốc đồng tính công khai đầu tiên của một tỉnh Argentina.

## Tuổi thơ
Melella được sinh ra ở San Justo, Buenos Aires vào năm 1970 và theo học tại một trường Salesian ở Almagro. Khi ông 26 tuổi, ông chuyển đến Río Grande ở tỉnh Tierra del Fuego, trở thành giảng viên Triết học tại một trường Salesian. Năm 2002, ông được làm Hiệu trưởng.

## Sự nghiệp chính trị
Từ năm 2004 đến năm 2005, Melella làm Giám đốc Phát triển Địa phương trong chính quyền thành phố Río Grande, và từ năm 2005 đến 2011, ông giữ chức Bộ trưởng Sản xuất.  Năm 2011, ông được bầu làm thị trưởng thành phố Río Grande và được bầu lại vào năm 2015.
Melella được bầu làm Thống đốc Tierra del Fuego, Nam Cực và Nam Đại Tây Dương vào ngày 16 tháng 6 năm 2019, đánh bại Thống đốc đương nhiệm Rosana Bertone trong vòng đầu tiên. Ông đã nhậm chức vào tháng 12 năm 2019.

## Đời tư
Melella là người đồng tính công khai. Trong một cuộc phỏng vấn trên đài phát thanh vào ngày 18 tháng 6 năm 2019, Melella tiết lộ ông đã có mối quan hệ đồng giới trong 16 năm.